# Cecil Gant
Cecil Gant (* 4. April 1913 in Nashville, Tennessee; † 4. Februar 1951 in Nashville, Tennessee) war ein US-amerikanischer Bluessänger und Pianist.

## Leben und Wirken
In den 1930er Jahren bis zum Zweiten Weltkrieg und seiner Einberufung zur US Army machte Gant in den Clubs seiner Heimat Musik, meist von einer Rhythmusgruppe begleitet. Noch in Uniform veröffentlichte er 1944 die Single I Wonder unter dem Namen „Pvt. Gant“ („Pvt.“ steht für „Private“, d. h. Gefreiter) auf dem kleinen Label Bronze Records. Der Song wurde ein überwältigender Erfolg, Nummer 1 der Harlem Hit Parade, den damaligen Charts für schwarze (race) Musik, dem Rhythm and Blues.
Gant ging als The G.I. Sing-sation auf Tour. Er war eine Live-Attraktion, konnte aber den kommerziellen Erfolg von I Wonder nicht mehr wiederholen. Er gilt als der Großvater des Rock ’n’ Roll, war jedoch seiner Zeit voraus; vielfach wird sein Song Rock Little Baby von 1951 als das erste Rock-’n’-Roll-Stück angesehen. Weitere bekannte Stücke von Gant waren Shot Gun Boogie, Train Time, Owl Stew, Ninth Street Jive, Special Delivery Blues, Cindy Lou, Someday You'll Be Sorry, My House Fell Down und I'm All Alone Now.
Gant starb 1951 in Nashville an den Folgen einer Lungenentzündung.